# Miedźno (gemeente)
De gemeente Miedźno is een landgemeente in het Poolse woiwodschap Silezië, in powiat Kłobucki.
De zetel van de gemeente is in Miedźno.
Op 30 juni 2004 telde de gemeente 7557 inwoners.

## Oppervlakte gegevens
In 2002 bedroeg de totale oppervlakte van gemeente Miedźno 113,17 km², waarvan:
- agrarisch gebied: 52%
- bossen: 42%

De gemeente beslaat 12,73% van de totale oppervlakte van de powiat.

## Demografie
Stand op 30 juni 2004:
| Omschrijving                   | Totaal | Totaal | Vrouwen | Vrouwen | Mannen | Mannen |
| ------------------------------ | ------ | ------ | ------- | ------- | ------ | ------ |
| eenheid                        | aantal | %      | aantal  | %       | aantal | %      |
| inwoners                       | 7557   | 100    | 3823    | 50,6    | 3734   | 49,4   |
| bevolkingsdichtheid (inw./km²) | 66,8   | 66,8   | 33,8    | 33,8    | 33     | 33     |

In 2002 bedroeg het gemiddelde inkomen per inwoner 1393,6 zł.

## Administratieve plaatsen (sołectwo)
Borowa, Izbiska, Kołaczkowice, Mazówki, Miedźno, Mokra, Ostrowy, Rywaczki, Wapiennik, Władysławów.

## Aangrenzende gemeenten
Kłobuck, Mykanów, Nowa Brzeźnica, Opatów, Popów